# جنبة الجمال

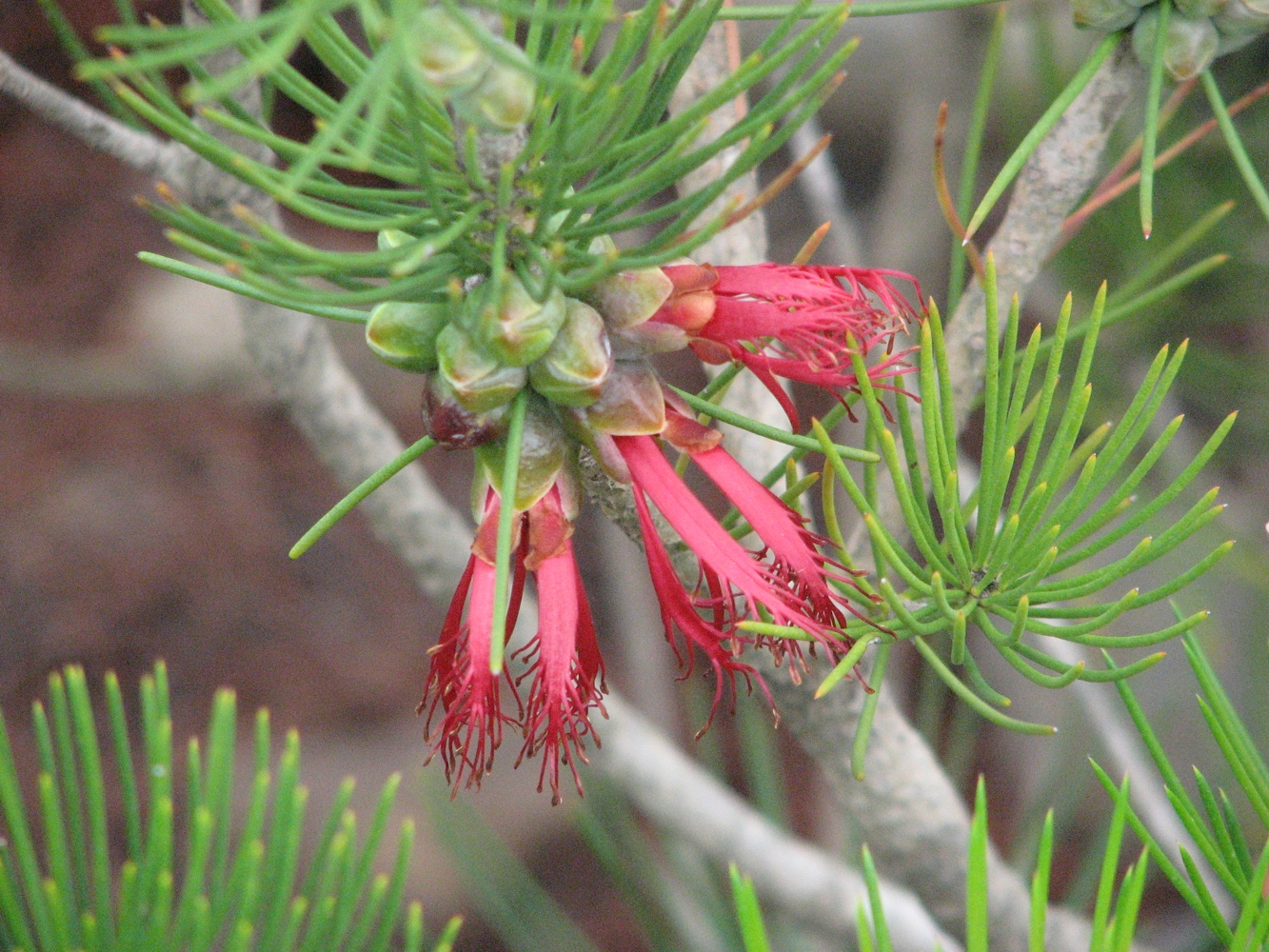

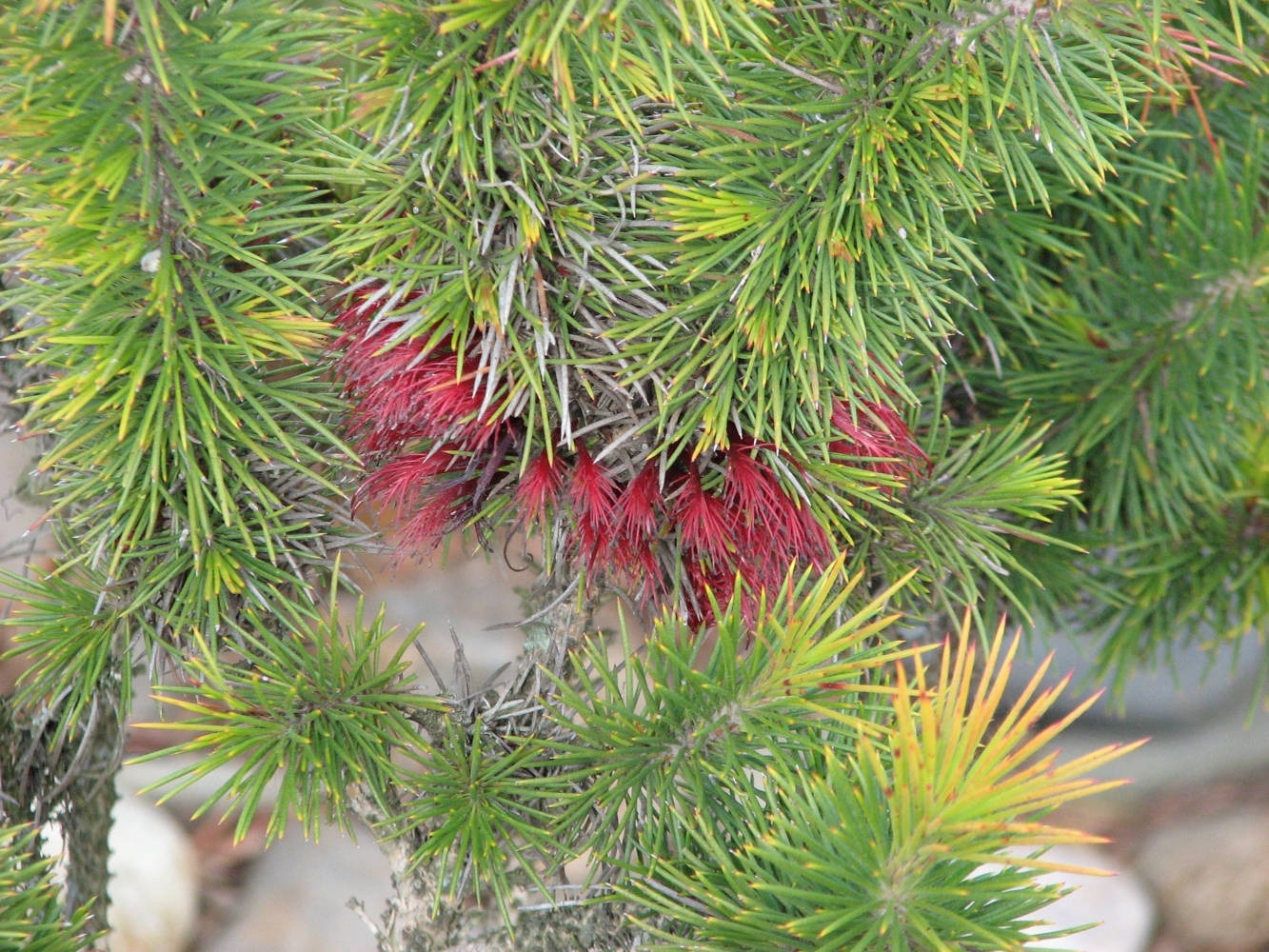

جنبة الجمال أو الجمالية هو جنس من الشجيرات في الفصيلة الآسية وهو متوطن في جنوب غرب أستراليا الغربية. معظم أنواعه ذات أوراق كثة خطية الشكل وتترتب الأزهار في مجموعات كثيفة. البتلات صغيرة وتسقط من الزهرة بعد فترة وجيزة من فتحها ولكن الأسدية طويلة ومتعددة يكثر فيها الحمراء الزاهية.